# Joel Johansson (ishockeyspelare)
Joel Johansson, född 29 juli 1990 i Ljungby, är en svensk professionell ishockeyspelare som spelar för Storhamar Dragons i norska Get-ligaen. Han har tidigare spelat för bland annat Örebro HK och de tyska klubbarna EC Bad Nauheim och SC Riessersee.
Hans moderklubb är IF Troja-Ljungby. Inför säsongen 2011/2012 gick han till Örebro HK. I november 2011 efter en kort period i IFK Kumla återvände Johansson till IF Troja-Ljungby. Sedan 2018 spelar han för Storhamar Dragons i norska Get-ligaen.
Han är bror med Linus Johansson och Tom Johansson, som också är ishockeyspelare. Både Joel och Linus har diabetes.

## Klubbar
- IF Troja-Ljungby (2005–2011)
- Örebro HK (2011)
- IFK Kumla (2011), lån
- IF Troja-Ljungby (2011–2014)
- Rungsted (2014–2015)
- EC Bad Nauheim (2015–2017)
- SC Riessersee (2017–2018)
- Storhamar Dragons (2018–)